# Diatraea bellifactella
Diatraea bellifactella là một loài bướm đêm trong họ Crambidae.